# 1920-as magyar vívóbajnokság
Az 1920-as magyar vívóbajnokság a tizenhatodik magyar bajnokság volt. A bajnokságot május 26-án (tőr), illetve május 29. és 30. között (kard) rendezték meg Budapesten, a Műegyetemen.

## Eredmények
| Versenyszám     | Arany               | Arany | Ezüst                    | Ezüst | Bronz              | Bronz |
| --------------- | ------------------- | ----- | ------------------------ | ----- | ------------------ | ----- |
| Férfi tőrvívás  | dr. Tóth Péter MAC  |       | Schenker Zoltán MOVE BSE |       | Filótás Ferenc MAC |       |
| Férfi kardvívás | Dunay Bertalan BBTE |       | Rády József MAC          |       | Mészáros Ervin MAC |       |